# Päpstliches Institut Johannes Paul II. für Studien zu Ehe und Familie
Das Päpstliche Institut Johannes Paul II. für Studien zu Ehe und Familie (lat. Pontificium Institutum Joannes Paulus II Studiorum Matrimonii ac Familiae) war ein Institut päpstlichen Rechts für theologische Studien mit Standorten in vielen Ländern. Am 8. September 2017 löste Papst Franziskus mit dem Motu proprio Summa cura dieses Institut auf und errichtete das Päpstliche Theologische Institut Johannes Paul II. für Ehe- und Familienwissenschaften.

## Geschichte
Papst Johannes Paul II. begründete die Einrichtung als Päpstliches Institut für Studien zu Ehe und Familie mit der von ihm promulgierten Apostolischen Konstitution Magnum Matrimonii Sacramentum im Jahr 1981. Den Papst bewegte dabei die Frage der pastoralen Sorge und Verantwortung für Ehe und Familie.
Obwohl das Institut organisatorisch an die Lateranuniversität angebunden war, agierte es unabhängig und verlieh kraft eigenen Rechts Lizenziate in Theologie, Promotionen und Master-Abschlüsse in Ehe- und Familienwissenschaften, auch mit Spezialisierung in der Bioethik. Das Institut hatte enge Beziehungen zum inzwischen aufgelösten Päpstlichen Rat für die Familie. Es veröffentlicht die internationale Zeitschrift Anthropotes.
Der Großkanzler des Instituts war laut Statuten der jeweilige Kardinalvikar der Diözese Rom, zuletzt bis zum 15. August 2016 Agostino Vallini. Mit diesem Datum ernannte Papst Franziskus ungeachtet der bisherigen Statuten den Präfekten des neu geschaffenen Dikasteriums für Laien, Familie und Leben, Erzbischof Vincenzo Paglia, zum Großkanzler. Gleichzeitig wurde das Institut zwecks personeller und organisatorischer Umstrukturierung und inhaltlicher Neuorientierung bis auf Weiteres geschlossen und die bisher führenden Mitarbeiter, die sich in den vorausgehenden Jahren durch massive Kritik am päpstlichen Lehramt hervorgetan und einer rigiden deontologischen Morallehre das Wort geredet hatten, allesamt entpflichtet. Ende Oktober 2016 richtete sich der Papst in einer persönlichen Ansprache direkt an das Institut und forderte es zu einer Neuorientierung auf.
Wenige Wochen nach dem Tod von Papst Franziskus nahm der neu gewählte Papst Leo XIV. – als erste Personalentscheidung in der päpstlichen Kurie überhaupt – das altersbedingt gestellte Rücktrittsgesuch des Großkanzlers Kardinal Paglia an, der einen Tag vor dem Tod des Papstes 80 Jahre alt geworden war, und setzte an dessen Stelle statutengemäß den amtierenden Kardinalvikar von Rom, Kardinal Baldassare Reina, zum Großkanzler des Instituts ein.

### Präsidenten
- Carlo Caffarra (1981–1995)
- Angelo Scola (1995–2002)
- Rino Fisichella (2002–2006)
- Livio Melina (2006–2016)
- Pierangelo Sequeri (2016–2021)[4]
- Philippe Bordeyne (seit 2021)[5]

## Standorte
Die Standorte des Instituts sind:
- Rom an der Lateranuniversität
- Washington, D.C., an der Katholischen Universität von Amerika
- Cotonou in Benin
- Salvador da Bahia, Brasilien an der Universidade Católica do Salvador
- Changanacherry in Indien
- Mexiko-Stadt
- Guadalajara, Mexiko
- Monterrey, Mexiko
- León de los Aldama, Mexiko
- Mérida, Mexiko
- Valencia
- Melbourne (assoziierter Campus)